# François de Bassompierre
François de Bassompierre, marqués de Haroué, (12 de abril de 1579-12 de octubre de 1646) fue un militar y diplomático francés, distinguido como mariscal de Francia en 1622. 

## Biografía
Hijo de Christophe de Bassompierre (1547-1596), nació en el castillo de Haroué, en el Ducado de Lorena. Descendía de una antigua familia que había servido durante generaciones a los duques de Borgoña y Lorena, y tras educarse con sus hermanos en Baviera e Italia, fue introducido en la corte del rey Enrique IV de Francia en 1598. Se convirtió en un gran favorito del rey y participó plenamente en las disipaciones de la vida cortesana. En 1600, participó en la breve guerra de Saboya, y en 1603 luchó en Hungría contra los turcos para el emperador Rodolfo II.
En 1614, ayudó a María de Médici, ahora reina madre, en su lucha contra los nobles, pero tras su fracaso en 1617 permaneció leal al joven rey Luis XIII y ayudó a los monárquicos cuando derrotaron a los partidarios de María en la batalla de Les Ponts-de-Cé (1620). Sus servicios durante la rebelión hugonote de 1621-22 le valieron la dignidad de mariscal de Francia. Formó parte del ejército del rey durante el asedio de La Rochelle en 1628, y en 1629 se distinguió en la campaña contra los rebeldes hugonotes de Languedoc, especialmente en el sitio de Privas. En 1615 Bassompierre había comprado a Enrique II de Rohan, el codiciado puesto de coronel general de los Suizos y los Grisones; por este motivo fue enviado a reunir tropas en Suiza cuando Luis XIII marchó contra Saboya en 1629, y tras una corta campaña en Italia terminó su carrera militar.
Como diplomático, su carrera fue un fracaso. En 1621, viajó a Madrid como enviado extraordinario para arreglar la disputa relativa a la toma de los fuertes de Valtelina por España, y firmó el infructuoso tratado de Madrid. En 1625, fue enviado a Suiza en una misión igualmente inútil, y en 1626 a Londres para asegurar la retención de los eclesiásticos católicos y asistentes de Enriqueta María, esposa del rey Carlos I de Inglaterra. La influencia personal de Enrique IV había disuadido a Bassompierre de casarse con Carlota de Montmorency, hija del condestable Montmorency, más tarde princesa de Condé, y entre 1614 y 1630 estuvo casado en secreto con Luisa Margarita de Lorena, viuda de Francisco I de Conti, y a través de ella se vio implicado en el complot para derrocar al cardenal Richelieu en el "Día de los Engañados" (1630). Su participación fue mínima, pero su esposa era amiga íntima de María de Médici y su hostilidad hacia el cardenal despertó sus sospechas. Por orden de Richelieu, Bassompierre fue arrestado en Senlis el 25 de febrero de 1631 y encarcelado en la Bastilla, donde permaneció hasta la muerte de Richelieu en 1643.
Al ser liberado, se le restituyeron sus cargos y pasó la mayor parte del tiempo en el castillo de Tillières-sur-Avre, en Normandía. Dejó un hijo, François de la Tour, con la princesa de Conti (Luisa Margarita de Lorena), y un hijo ilegítimo con Marie-Charlotte de Balzac d'Entragues, Louis de Bassompierre, posteriormente obispo de Saintes.
Sus Memorias, que constituyen una fuente importante para la historia de su época, se publicaron por primera vez en Colonia en 1665. Dejó también un relato incompleto de sus embajadas a España, Suiza e Inglaterra y varios textos de diversos temas.